# 酒井朝彦
酒井 朝彦（さかい あさひこ、1894年10月1日 - 1969年5月25日）は、日本の児童文学作家。本名・酒井 源一。教師、編集者をへて創作に専念。1961から1962年、第5代日本児童文学者協会会長。

## 経歴
長野県下伊那郡竜丘村（現飯田市）の母の実家に生まれ、1900年、5歳の時に父に死別し木曽の定勝寺に預けられた。小学校卒業後上京し、旧制東京中学を経て早稲田大学英文科に進む。1920年に卒業。その後、働きながら小川未明のネオ・ロマンチィズムに傾倒し童話を書き始める。1924年、未明の推薦により東京朝日新聞に「天に登った蛍」を発表。同年、同人誌『童話時代』を創刊。同誌休刊後、1928年に千葉省三、伊藤貴麿らと同人誌『童話文学』を創刊。同誌は休刊後、1935年に稲垣足穂らを加えて『児童文学』に改題して1937年まで続けた。戦後の1946年には、文部省国語教科書編集委員や児童文学者協会（のちに日本児童文学者協会と改称）の設立に関わる。1961年創作民話『新・信州むかし話』で未明文学賞を受賞。1961年から1962年にかけて第5代日本児童文学者協会会長となる。1969年に死去。1978年に代表作をまとめた童話集『雪の夜の子馬』が刊行された。

## 著書
- 『木馬のゆめ』（初山滋絵、金蘭社） 1930
- 『優等童話一年生 國定準據繪入』（日本圖書出版） 1936
- 『ひらがな童話集』（川上四郎絵、金の星社） 1939
- 『雪とうさぎ 創作童話』（初山滋絵、童話春秋社） 1939
- 『酒井朝彦童話 4年生』（文昭社） 1940
- 『いたちと子供』（熊谷元一絵、金の星社） 1941
- 『ふるさとの門』（教養社） 1941
- 『雪国の子供』（文昭社） 1941
- 『土に生きる少年』（大石哲路絵、フタバ書院成光館） 1942
- 『雪にかがやく塔』（渡部菊二絵、金蘭社） 1942
- 『読書村の春 童話』（初山滋挿絵、文苑社） 1942
- 『山国の風土記』（熊谷元一絵、三省堂） 1943
- 『ユキグニノオマツリ』（武井武雄画、中央出版創立事務所） 1944
- 『田んぼの風祭 長篇童話』（東亜春秋社） 1946
- 『春の雪祭 童話』（愛育社） 1946
- 『芽ぐむ春』（中尾彰絵、昭和出版） 1946
- 『子供の田園』（鈴木信太郎絵、啓文館） 1947
- 『春のラッパ 童話集』（弘文社） 1947
- 『ふるさとの絵本 夏の巻』（熊谷元一絵、宮島書店） 1947
- 『ふるさとの繪本 春の巻』（武井武雄画、宮島書店） 1947
- 『春の雪の門』（鈴木信太郎絵、広島図書） 1948
- 『雪国の絵本』（安泰絵、香柏書房） 1948
- 『雪にすむ鳥』（鈴木信太郎絵、雁書房） 1948
- 『ゆきむすめ』（初山滋絵、桜井書店） 1948
- 『母とかやの実』（鈴木信太郎絵、東西社） 1949
- 『ふるさとの花鳥』（安泰絵、広島図書） 1950
- 『酒井朝彦童話』（山下大五郎絵、金子書房） 1952
- 『うめの花と貝がら』（木俣武絵、筑摩書房） 1953
- 『ナイチンゲール』（朝倉摂絵、金子書房、少年少女新伝記文庫） 1954
- 『山の花・古びな』（中尾彰絵、牧書店） 1955
- 『母のふるさと』（山下大五郎絵、泰光堂） 1956
- 『シュヴァイツァー』（小坂茂絵、あかね書房、小学生伝記全集） 1958
- 『少年少女文学風土記 ふるさとを訪ねて 1 長野』（編、泰光堂） 1958
- 『昭和児童文学全集4 塚原健二郎・酒井朝彦集』（東西文明社） 1958
- 『新信濃むかし話』（武井武雄絵、未来社） 1961
- 『子うまのゆめ』（小坂茂絵、ポプラ社） 1963
- 『少年少女日本文学全集9 浜田広介・塚原健二郎・酒井朝彦集』（講談社） 1963
- 『世界の偉人 ノーベル賞に輝く人びと』（武部本一郎絵、あかね書房、小学生偉人全集） 1963

## 翻訳・再話
- 『水の国の赤ん坊』（チャールズ・キングズリー、平凡社） 1931
- 『白い象の野原 印度童話集』（初山滋絵、増進堂、大東亜圏童話叢書） 1943
- 『金のしか インド童話』（上田次郎絵、日本書房） 1953
- 『ワグナーの歌劇物語』（田中良絵、ポプラ社） 1955
- 『海の子ロニイ』（エクトル・マロ、編著、宮本孝絵、保育社の幼年名作全集） 1957
- 『こうのとりになった王さま』（ヴィルヘルム・ハウフ、あさいやすお絵、同和春秋社） 1957
- 『古塔の宝』（フランクリン・ディクスン原作、西沢富絵、保育社の探偵冒険全集） 1957
- 『宇治拾遺物語』（編著、池田仙三郎絵、ポプラ社） 1965
- 『せむしのこうま』（ピョートル・パーヴロウィチ・エルショーフ、三好碩也絵 集英社） 1966
- 『ものしりのろば』（セギュール夫人原作、芝美千世絵、日本書房） 1966
- 『若草物語』（ルイザ・メイ・オルコット、小坂しげる絵、講談社） 1966
- 『エジソン』（メドクロフト、講談社、世界の名作図書館） 1967
- 『名犬バックのぼうけん』（ジャック・ロンドン原作、芝美千世絵、日本書房） 1967

ほかアンデルセン、スピリなど多数。

## 参照
- 郷土ゆかりの作家紹介
- 「酒井朝彦」（高橋忠治、東京書籍、日本児童文学学会編『児童文学事典』） 1988